# 戈爾德河 (佩格尼茨河支流)
49°27′1″N 11°5′53″E / 49.45028°N 11.09806°E

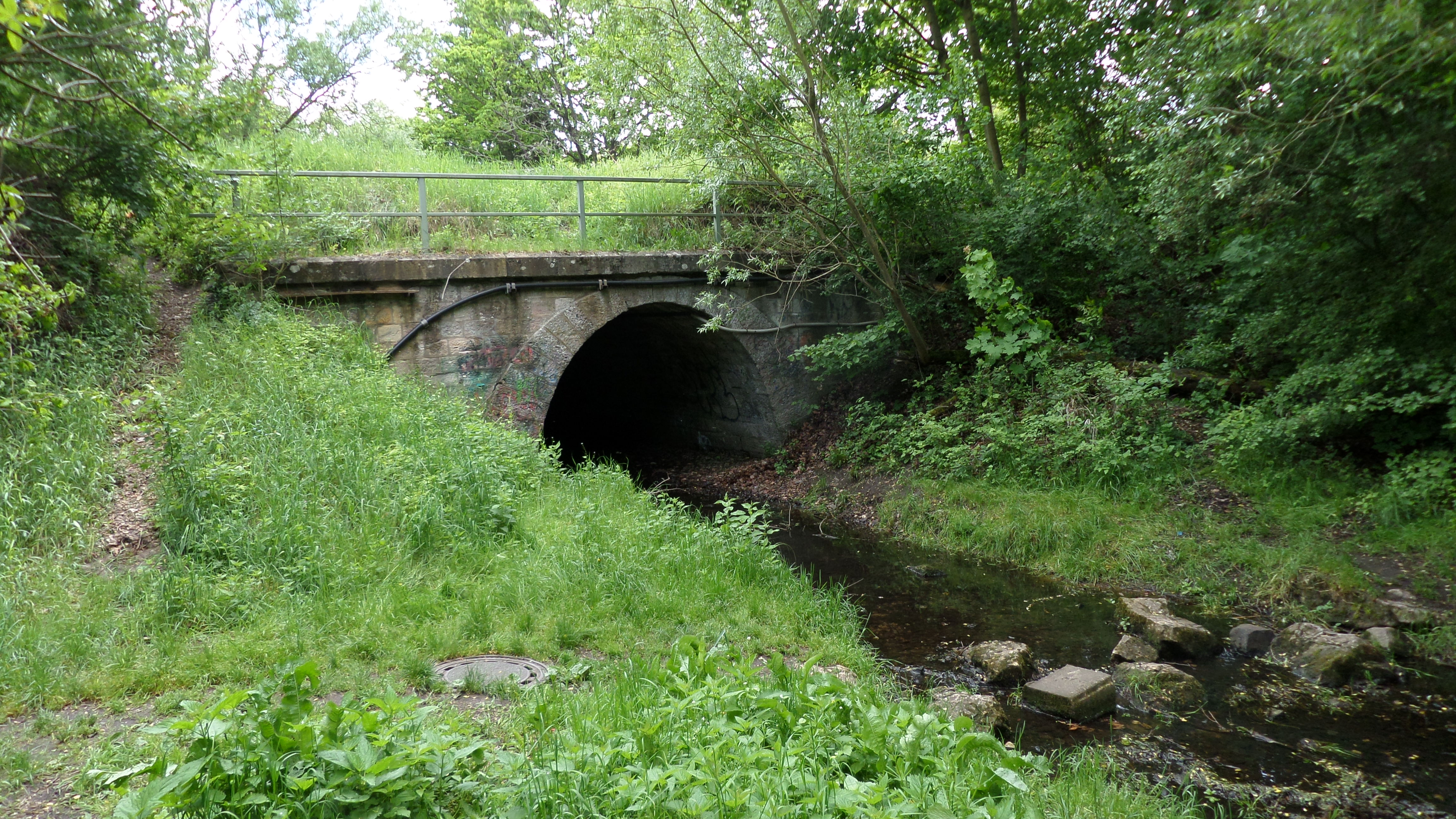

戈爾德河（德語：Goldbach）是德國的河流，位於該國東南部，由巴伐利亞負責管轄，屬於佩格尼茨河的支流，河道全長3.5公里，發源自紐倫堡以東。